# Tulipa Ruiz
Tulipa Ruiz (Santos, 19 ottobre 1978) è una cantautrice e illustratrice brasiliana.

## Biografia
Nata a Santos, è figlia di Luiz Chagas, chitarrista della band Isca de policia. Dopo la separazione dei genitori, in tenera età si è trasferita con sua madre Graziella e suo fratello Gustavo a São Lourenço, Minas Gerais. Da adolescente, ha lavorato in un negozio di dischi della città. Ha lasciato Minas Gerais all'età di 22 anni per frequentare il corso di comunicazione e multimedia presso la Pontificia Università Cattolica di São Paulo.
Dopo la laurea ha lavorato per quasi un decennio come giornalista per poi avvicinarsi gradualmente all'attività di illustratrice. In questa veste ha  realizzato disegni per libri per bambini, diari, copertine di album e poster di concerti. Si è avvicinata alla musica tramite il social MySpace, in cui ha postato alcune canzoni da lei composte insieme al fratello chitarrista Gustavo. Ha fatto il suo esordio discografico nel 2010 con l'album Efêmera, e il brano che dà il titolo all'album è stato incluso nella colonna sonora del gioco FIFA 11. Nel 2015 il suo terzo album Dancê ha vinto la categoria di Best Contemporary Brazilian Pop Album ai Latin Grammy. Le sue collaborazioni come autrice includono Marcelo Jeneci, Tiê, Anelis Assumpção, Alexandre Kassin, Mariana Aydar, Thalma de Freitas e Céu. Nel 2017 ha inciso il singolo in lingua italiana "Cura di te".

## Discografia

### Album in studio
- 2010 - Efêmera (YB Music)
- 2012 - Tudo Tanto (Natura Musical/Pommelo Distribuições)
- 2015 - Dancê (Natura Musical/Pommelo Distribuições)
- 2017 - Tu (Independente/ONErpm)
- 2022 - Habilidades Extraordinárias (ONErpm)